# Albissola Marina
Albissola Marina – miejscowość i gmina we Włoszech, w regionie Liguria, w prowincji Savona.
Według danych na rok 2004 gminę zamieszkiwało 5635 osób, 1878,3 os./km².